# Wilhelm Sasnal
Wilhelm Tomasz Sasnal (Tarnów, Polen, 1972), is een prominent hedendaags schilder en videokunstenaar. 
Sasnal studeerde in 1999 af aan de kunstacademie van Krakow en werd al gauw een prominent kunstenaar in de opkomende interesse voor het schilderen aan het eind van de jaren 90 van de twintigste eeuw. Zijn werk is onder meer tentoongesteld in de Saatchi Gallery in Londen, bij de prominente, breed aangekondigde tentoonstelling The triumph of Painting. Hieraan namen ook kunstenaars als Luc Tuymans, Marlene Dumas, Martin Kippenberger en Albert Oehlen deel. 
Zijn werk kenmerkt zich door een blik die zich zowel richt op het kleine, als op het grote: Sasnal schildert zowel communistische propagandaposters als foto's van popsterren of rollen plakband. Uit zijn werk spreekt een onderzoekende blik naar de veranderingen die plaatsvonden sinds de val van het communisme. Hij beeldt zo klinisch mogelijk af en kan een fotorealist genoemd worden. In zijn werk wordt echter een interesse duidelijk die voorbij het fotorealisme gaat: Sasnal maakt gebruik van technieken die vergelijkbaar zijn met het editen van een fotograaf, met als doel niet het schilderen van het medium foto met zijn perfecties en imperfecties, maar om de onderwerpen die hij benadert zo scherp mogelijk te analyseren. De foto perfect naschilderen is niet het doel, maar het middel om een uitspraak te doen over de beeldcultuur die in Polen ontzettend veranderde nadat het land meer westerse invloeden onderging.  
In 2006 won hij de The Vincent van Gogh Biennal Award for Contemporary Art in Europe

## Tentoonstellingen (selectie)
- 2011 – Whitechapel Gallery, Londen
- 2009 – Galerie  Hauser & Wirth, Zürich
- 2007 – Johnen Galerie, Berlijn
- 2007 – Museum of Modern Art (MoMA) , New York
- 2007 – Centre Pompidou, Parijs
- 2005 – Saatchi Gallery, Londen
- 2001 – Bunkier Sztuki (Contemporary Art Gallery), Krakau
- 2001 – Everyday Life in Poland between 1999 and 2001, Galeria Raster, Warschau